# WinDbg
WinDbg ist ein von Microsoft entwickelter Debugger für Windows-NT-basierte Betriebssysteme. WinDbg bietet eine grafische Benutzeroberfläche zu den älteren kommandozeilenbasierten Debuggern NTSD (Benutzermodus-Debugger) und KD (Kernel-Debugger).
Die Mächtigkeit des Debuggers resultiert aus den zahlreichen Erweiterungen, von denen viele bereits mit WinDbg mitgeliefert werden. So kann bei einem Bluescreen mit dem Befehl !analyze -v der Absturz mehr oder weniger vollautomatisch analysiert werden – einschließlich kommentierter Beschreibung des Bluescreens, vollständigem Stack-Trace und Analyse des für den Absturz verantwortlichen Treibers.
WinDbg unterstützt sowohl das lokale Debuggen am selben Rechner als auch das Remote-Debuggen eines anderen Rechners, was besonders beim Kernel-Debugging nützlich ist. Bis einschließlich Windows 7 konnte das Remote-Debugging ausschließlich über die serielle Schnittstelle erfolgen, seit Windows 8 kann Remote-Debugging auch über die Ethernet-Schnittstelle erfolgen. Auch ein Speicherabbild eines vorangegangenen Absturzes (Dump) kann mit WinDbg analysiert werden.
Zum Debuggen von Windows-Komponenten, insbesondere beim Kernel-Debugging, benötigt WinDbg Debugsymbole des Zielrechners. Bei älteren Windows-Betriebssystemen waren Symbole separat als CD oder DVD erhältlich; Microsoft bietet für alle Windows-Betriebssysteme ab Windows 2000 einen öffentlichen Symbol-Server an, von dem Symbole für jede Kombination von Service Pack + Hotfix heruntergeladen werden können.
Microsoft liefert die jeweils aktuelle Version von WinDbg als Bestandteil der Debugging Tools for Windows aus, die im Windows SDK sowie im Driver Development Kit (DDK) enthalten sind.